# Öppet vatten-simning vid världsmästerskapen i simsport 2022
Öppet vatten-simning vid världsmästerskapen i simsport 2022 avgjordes mellan den 26 och 30 juni 2022 i Lupa-tó i Budapest i Ungern.

## Program
Det tävlades i sju grenar.
Alla tider är lokala (UTC+2).
| Datum        | Tid   | Omgång          |
| ------------ | ----- | --------------- |
| 26 juni 2022 | 13:00 | 6 km lag        |
| 27 juni 2022 | 09:00 | Herrarnas 5 km  |
| 27 juni 2022 | 12:00 | Damernas 5 km   |
| 29 juni 2022 | 08:00 | Damernas 10 km  |
| 29 juni 2022 | 12:00 | Herrarnas 10 km |
| 30 juni 2022 | 09:00 | Herrarnas 25 km |
| 30 juni 2022 | 09:00 | Damernas 25 km  |

## Medaljsummering

### Medaljtabell
*   Värdland ( Ungern)
| Nr                  | Nation              | Guld | Silver | Brons | Totalt |
| ------------------- | ------------------- | ---- | ------ | ----- | ------ |
| 1                   | Italien             | 2    | 2      | 2     | 6      |
| 2                   | Tyskland            | 2    | 2      | 1     | 5      |
| 3                   | Brasilien           | 2    | 0      | 1     | 3      |
| 4                   | Nederländerna       | 1    | 0      | 1     | 2      |
| 5                   | Frankrike           | 0    | 2      | 0     | 2      |
| 6                   | Ungern*             | 0    | 1      | 1     | 2      |
| 7                   | Ukraina             | 0    | 0      | 1     | 1      |
| Totalt (7 nationer) | Totalt (7 nationer) | 7    | 7      | 7     | 21     |

### Damer
| Event             | Guld                                  | Guld      | Silver                     | Silver    | Brons                                 | Brons     |
| 5 km Detaljer...  | Ana Marcela Cunha · Brasilien         | 57.52,9   | Aurélie Muller · Frankrike | 57.53,8   | Giulia Gabbrielleschi · Italien       | 57.54,9   |
| 10 km Detaljer... | Sharon van Rouwendaal · Nederländerna | 2:02.29,2 | Leonie Beck · Tyskland     | 2:02.29,7 | Ana Marcela Cunha · Brasilien         | 2:02.30,7 |
| 25 km Detaljer... | Ana Marcela Cunha · Brasilien         | 5:24.15,0 | Lea Boy · Tyskland         | 5:24.15,2 | Sharon van Rouwendaal · Nederländerna | 5:24.15,3 |

### Herrar
| Gren              | Guld                           | Guld      | Silver                         | Silver    | Brons                        | Brons     |
| 5 km Detaljer...  | Florian Wellbrock · Tyskland   | 52.48,8   | Gregorio Paltrinieri · Italien | 52.52,7   | Mychajlo Romantjuk · Ukraina | 53.13,9   |
| 10 km Detaljer... | Gregorio Paltrinieri · Italien | 1:50.56,8 | Domenico Acerenza · Italien    | 1:50.58,2 | Florian Wellbrock · Tyskland | 1:51.11,2 |
| 25 km Detaljer... | Dario Verani · Italien         | 5:02.21,5 | Axel Reymond · Frankrike       | 5:02.22,7 | Péter Gálicz · Ungern        | 5:02.35,4 |

### Lag
| Gren            | Guld                                                                 | Guld      | Silver                                                                 | Silver    | Brons                                                                                          | Brons     |
| Lag Detaljer... | Tyskland · Lea Boy · Oliver Klemet · Leonie Beck · Florian Wellbrock | 1:04.40,5 | Ungern · Réka Rohács · Anna Olasz · Dávid Betlehem · Kristóf Rasovszky | 1:04.43,0 | Italien · Ginevra Taddeucci · Giulia Gabbrielleschi · Domenico Acerenza · Gregorio Paltrinieri | 1:04.43,0 |